# Гастингс, Теофилус, 7-й граф Хантингдон
Теофилус Гастингс (англ. Theophilus Hastings; 10 декабря 1650, Эшби-де-Ла-Зуш, Лестершир, Королевство Англия — 30 мая 1701) — английский аристократ, 7-й граф Хантингдон, 11-й барон Хангерфорд, 9-й барон Молейнс, 12-й барон Ботро и 9-й барон Гастингс с 1656 года. Сын и наследник Фердинандо Гастингса, 6-го графа Хантингдона. Во время политического кризиса 1679—1681 годов выступал за отстранение католика герцога Йоркского (впоследствии короля Якова II) от престолонаследия, но позже перешёл на другую сторону. Стал одним из немногих лордов-протестантов, до конца поддерживавших Якова, из-за чего его считали ренегатом и «орудием Стюартов». После 1690 года потерял все должности, но продолжал заседать в Палате лордов.

## Биография
Теофилус Гастингс родился 10 декабря 1650 года в семье Фердинандо Гастингса, 6-го графа Хантингдона, и его жены Люси Дэвис. Он был четвёртым сыном, но все старшие братья умерли ещё до его рождения. Поэтому в 1656 году, когда Фердинандо умер, именно Теофилус стал 7-м графом Хантингдоном, 11-м бароном Хангерфордом, 9-м бароном Молейнсом, 12-м бароном Ботро, 9-м бароном Гастингсом. В предыдущую эпоху с этими титулами было связано обладание обширными землями, что делало предков Теофилуса самым влиятельным семейством в Лестершире. Гастингсы происходили по женской линии от последних Йорков, находились в близком родстве с Тюдорами и даже считались неофициальными наследниками престола при королеве Елизавете I. Однако в середине XVII века эта семья переживала не лучшие времена: она растеряла своё влияние из-за чрезмерных расходов и лишений, связанных с Войнами трёх королевств (1642—1651). Главная резиденция Гастингсов, замок Эшби-де-ла-Зуш, в 1648 году была частично разрушена армией Кромвеля.
Граф провёл детство в семейном поместье Донингтон-холл, где получил образование под руководством матери и дяди, Генри Гастингса, вернувшегося из эмиграции после реставрации Стюартов в 1660 году. В 1673 году Теофилус занял своё место в Палате лордов. Первое время он был верным защитником интересов короны, но в 1677 году, когда освободилась должность лорда-лейтенанта Лестершира, Карл II назначил на неё не Гастингса, а Джона Меннерса. Теофилус воспринял это как чёрную неблагодарность и примкнул к оппозиционной фракции во главе с графом Шефтсбери; теперь он противодействовал попыткам короля править без парламента и выступал за лишение прав на престол брата Карла — тайного католика Джеймса, герцога Йоркского. Во время политического кризиса 1679—1681 годов большой резонанс имело выступление Гастингса на одном из званых обедов, когда он произнёс тост за здравие герцога Монмута (протестантского претендента на корону) и за поражение папства.
В 1680 году граф проголосовал за смертный приговор для виконта Стаффорда — одного из фигурантов дела о «папистском заговоре». В дальнейшем антикатолическая истерия в обществе ослабла, и Гастингс снова перешёл на сторону короны. С октября 1681 года он был в милости у Карла II; в 1683 году граф стал членом Тайного совета, в 1685, когда герцог Йоркский стал королём под именем Якова II, — судьёй в Эйре и командиром пехотного полка, в 1687 - лордом-лейтенантом Лестершира и Дербишира. После Славной революции граф потерял все должности и некоторое время находился под арестом. В 1692 году его заподозрили в причастности к заговору, тк что он около года провёл в Тауэре.
Теофилус Гастингс умер 30 мая 1701 года.

## Семья
В 1672 году Гастингс женился на Элизабет Льюис (умерла в 1688 году), сестре жены графа Скарсдейла, одной из наследниц сэра Джона Льюиса. В этом браке родились девять детей, только двое из которых дожили до совершеннолетия: Джордж, 8-й граф Хантингдон (1677—1704), и леди Элизабет Гастингс (1682—1739), известная сторонница женского образования.
Графиня Элизабет умерла в 1688 году, а два года спустя Гастингс женился на Мэри Фаулер (1664—1723), богатой вдове Томаса Нидхэма, 6-го виконта Килмори. В этом браке родились двое сыновей и четыре дочери:
- Энн (1691—1755)[7];
- Кэтрин (1692—1739)[8];
- Фрэнсис (1693—1750)[9];
- Теофилус (1696—1746), 9-й граф Хантингдон[10];
- Маргарет (1699—1768)[11];
- Фердинандо (1699—1726)[12].